# Мадагаскарка
Мадагаскарка (Cryptosylvicola randrianasoloi) — вид горобцеподібних птахів родини Bernieridae. Вид раніше відносили до родини кропив'янкових (Sylviidae).

## Поширення
Вид є ендеміком Мадагаскару. Його природним середовищем проживання є субтропічний або тропічний вологі гірські ліси. Цей вид був виявлений у 1992 році в лісі Мароміза, неподалік від заповідника Аналамазаотра на сході Мадагаскару. Згодом було визнано, що птах має обмежений ареал, але він досить поширений.

## Опис
Тіло завдовжки до 12 см, вагою 8-9 г. В оперенні переважають відтінки сірого кольору. Верхня частина сіро-коричневого забарвлення. Нижня частина тіла попелясто-сіра. На лиці є тонка сіро-коричнева маска. Дзьоб чорнуватого кольору з помаранчевими краями.

## Спосіб життя
Мешкає у гірських дощових лісах на висоті 900-2100 м над рівнем моря. Трапляється поодинці. Живиться комахами та їншими безхребетними. Інформація про розмноження цих птахів мізерна і ґрунтується на єдиному спостереженні за гніздом, на підставі якого було встановлено, що сезон розмноження триває з жовтня по грудень, гніздо має чашоподібну форму та будується в гущі чагарників. У гнізді 3 білих яйця з темною пунктуацією.